# Apomecyna proxima
Apomecyna proxima là một loài bọ cánh cứng trong họ Cerambycidae.